# Бернгард Мюллер
Бернгард Мюллер (нім. Bernhard Müller; 10 жовтня 1916, Кіль — 8 березня 1943, Атлантичний океан) — німецький офіцер-підводник, оберлейтенант-цур-зее крігсмаріне.

## Біографія
3 квітня 1937 року вступив на флот. У вересні 1939 року відряджений в авіацію. В січні-липні 1941 року пройшов курс підводника. З 21 серпня 1941 року — 1-й вахтовий офіцер на підводному човні U-584. В червні-липні 1942 року пройшов курс командира човна. З 30 липня 1942 року — командир U-633. 20 лютого 1943 року вийшов у свій перший і останній похід. 8 березня потопив британський торговий пароплав Guido водотоннажністю 3921 тонну, який перевозив 4242 тонни цукру та 24 тонни бавовни і пошти; 10 з 45 членів екіпажу пароплава загинули. Того ж дня U-633 був потоплений в Північній Атлантиці південно-західніше Ісландії (58°21′ пн. ш. 31°00′ зх. д.) глибинними бомбами катера берегової охорони США Спенсер. Всі 43 члени екіпажу загинули.

## Звання
- Кандидат в офіцери (3 квітня 1937)
- Морський кадет (21 вересня 1937)
- Фенріх-цур-зее (1 травня 1938)
- Оберфенріх-цур-зее (1 липня 1939)
- Лейтенант-цур-зее (1 серпня 1939)
- Оберлейтенант-цур-зее (1 вересня 1941)